# Anne Truitt
Anne Truitt, nata Anne Dean (16 marzo 1921 – 23 dicembre 2004), è stata una scultrice statunitense.
Il suo lavoro venne riconosciuto soltanto dalla fine dei 1960 per le sue sculture minimaliste a grande scala, specialmente dopo le sue esposizioni individuali alla André Emmerich Gallery nel 1963 e nel Jewish Museum di Manhattan nel 1966. Oltre ai suoi contemporanei, realizzò personali lavori a mano, evitando processi industriali, traendo spunto dai ricordi dal proprio passato. Il suo lavoro concretizzava una traccia visiva tratta sia dalla sua memoria sia da profondi sentimenti nostalgici, aspetto che si può esemplificare fin dalle prime sculture assomiglianti a monumentali segmenti di una staccionata bianca.

## Formazione
Nacque nel 1921, è cresciuta a Easton, nel Maryland, ma ha vissuto parte della sua gioventù ad Asheville, nel North Carolina. Nel 1943 si è laureata in psicologia presso il Bryn Mawr College. Rifiutò l'offerta di conseguire il dottorato di ricerca nel dipartimento di psicologia alla Università Yale lavorando per un certo tempo come infermiera in un ospedale psichiatrico. Lasciò la psicología verso la metà degli anni 1940, iniziando a scrivere fiction. Poco dopo si iscrisse a un corso presso l'Istituto di arte contemporanea di Washington DC. Nel 1948 ha sposato il giornalista James Truitt, ma ha divorziato nel 1971.

## Lavoro
Dopo avere visitato la mostra "American Abstract Expressionists and Imagists" di H.H. Arnason al museo Guggenheim, l'artista iniziò a realizzare sculture figurative, utilizzando forme geometriche ridotte. Lei ricorda di "avere passato tutto il giorno guardando l’arte… ho visto le tele nere di Ad Reinhardt, i neri e gli azzurri. Poi sono andata giù dalla rampa, ho svoltato l’angolo e ho visto i dipinti di Barnett Newman, e in quel momento mi sentivo libera, come se fossi a casa; fino a quel momento non mi ero resa conto di poter "fare arte", purché avessi sufficiente spazio e sufficiente colore." Truitt si è particolarmente ispirata a un "universo di pittura blu", con la sua sottile modulazione dei gradienti di colore visti nell'opera Onement VI di Barnett Newman. La singolarità degli espressionisti astratti osservata nel lavoro di Barnett Newman e di Ad Reinhardt l'ha colpita profondamente, orientando la sua arte verso un sostanziale cambiamento di forma e di stile.
È del 1961 la prima scultura in legno da lei realizzata, intitolata First che consiste in tre lastre bianche verticali radicate in un blocco interrato, rinforzate nella parte posteriore, e somigliante a un segmento di staccionata. Sono forme che contengono le memorie del suo passato e tracce della sua infanzia. Piuttosto che un riflesso di "risultati diretti da una percezione empirica", l'opera First è un ricordo dell’idea di una staccionata, da tutte le staccionate che Truitt ha visto e sperimentato, l'autrice conferisce a una staccionata un’immagine specifica. Tra il 1964 e il 1967, durante un periodo trascorso in Giappone con il suo marito, che a quei tempi era capo nell'ufficio di Newsweek, creò sculture in alluminio . Prima della retrospettiva di New York, decise che le opere che aveva realizzato non le piacevano, per cui le distrusse.
Le sculture che per lei rendeva significativo lo sviluppo del minimalismo erano strutture piane, dipinte in modo aggressivo, di grandi dimensioni. Realizzate in legno e dipinti a strati monocromatici in acrilico, somigliano spesso a eleganti colonne o pilastri rettangolari . Truitt disegnò in scala le sue strutture, poi realizzate da un ebanista. Le strutture sono poste a terra, a volte anche vuote, in questo modo permetteva al legno di respirare a temperature variabili. L'artista applicava del gesso sul legno, per applicare successivamente più di 40 mani di acrilico, alternando pennellate verticali e orizzontali levigando ogni strato. L’artista ha cercato di togliere ogni traccia del suo pennello, levigando la pittura fra un'applicazione e l'altra, creando piani di colore perfettamente rifiniti. Gli strati di vernice costruiscono così, nella sua opera, una superficie avente una profondità tangibile. Oltre, la superficie palpabile della pittura trasmette l’onnipresente senso geografico dall’artista nei tratti alternati, verticali e orizzontali, tratti che rispecchiano la latitudine e la longitudine di un ambiente. Il suo processo combinava "l’immediatezza dell’intuizione, la rimozione della prefabbricazione e l’intimità del laborioso manufatto". Le piattaforme inserite sotto le sue sculture le sollevano sufficientemente da terra da simulare una sorta di galleggiamento su una sottile linea d’ombra. Così, il confine tra scultura e terreno, tra gravità e verticalità, viene reso illusorio. Questa ambivalenza formale si rispecchiava insistendo sul fatto che il colore stesso, per esempio, contiene una vibrazione psicologica che, purificata come opera d’arte, esclude l’evento a cui si riferisce come qualcosa che va oltre i sentimenti. L’evento diventa opera d’arte, una sensazione visiva resa dal colore. La serie di dipinti Ardunel, iniziata nel 1973, mostra linee di un graffito appena visibili e un'accumulazione di vernice bianca su superfici già di per sé bianche. Un piccolo frammento di rosso nella parte inferiore dei colori crema di Ice Blink del 1989, è sufficiente per impostare la profondità prospettica. Così come fa, in altro modo, una singola traccia di viola sul fondo blu in Memory del 1981. Iniziate intorno al 2001, The Piths, tele con bordi deliberatamente sfilacciati e ricoperti da spessi tratti di vernice nera, indicano l’interese dell'artista per le forme che confondono linee tra il bidimensionale e il tridimensionale.
Nella sua prima mostra nella galleria André Emmerich, la Truitt espose sei strutture di pioppo dipinte a mano, tra cui Ship-Lap, Catawba, Tribute, Platte e Hardcastle. André Emmerich divenne per lungo tempo il suo rivenditore, incoraggiando la Truitt di firmare con il suo nome, con la speranza di veder riconosciuto il suo lavoro.
I disegni della Truitt non vengono spesso ricordati quando si considera il suo lavoro. Per gran parte degli anni 1950, l'artista lavorò a matita, acrilico e inchiostro, per creare, non solo studi per sculture successive, ma disegni che esistevano indipendentemente dalle opere d’arte. La Truitt è anche conosciuta per avere scritto tre diari: Daybook, Turn e Prospect. Per molti anni è stata associata all’Università del Maryland, College Park, come professoressa e presidente ad interim della colonia di artisti "Yaddo".
Truitt è deceduta il 23 dicembre 2004 al Sibley Memorial Hospital di Washington, dopo complicazioni dovute a un'operazione chirurgica addominale.

## Eredità
Le opere della Truitt creano nuovi modi di relazionarsi e percepire, rivelando che il movimento interattivo delle nostre relazioni e gli oggetti materiali possono effettivamente aiutare a radicare la nostra realtà e quindi definire le potenzialità umane. Questa percezione dovuta a Maurice Merleau-Ponty mostra come i nostri corpi autoreferenziali consentano la convivenza di percezioni incomprensibili. Eppure questa stessa capacità dei corpi di raccogliere molteplici percezioni, si presta anche all’illusione che osserviamo da un'unica prospettiva. Se una prospettiva etica diventa reificata in una posizione, essa si distacca dalla realtà, cosicché il potenziale etico viene effettivamente perso, e, allo stesso tempo compresso fenomenologicamente. Il mondo reale non esiste in termini di materia statica, ma rappresenta una rete di relazioni e significati contestuali.

## Mostre
La prima mostra personale dell'artista venne organizzata presso la Galleria André Emmerich, a New York nel febbraio del 1963, e, in molti sensi il suo lavoro rifletteva ciò che stava emergendo. A Washington la sua opera venne rappresentata alla Pyramid Gallery. Il suo lavoro fu incluso anche nella mostra del 1964, "Black, white e grey", al Wadsworth Atheneum di Hartford, in California, probabilmente la prima mostra di minimal. Truitt era una delle sole tre donne incluse nell’influente mostra del 1966, la Primary Structures del Jewish Museum di New York. Da quell’istante il suo lavoro fu oggetto di mostre personali, a partire dal Whitney Museum of American Art, New York del 1973.
Nel 2009, l’Hirshorn Museum and Sculpture Garden a Washington DC, ha organizzato un’acclamata retrospettiva del suo lavoro comprendente 49 sculture e 35 tra dipinti e disegni.

## Lavori in collezioni
Arizona
- Summer Treat, 1968, University of Arizona Museum of Art, Tucson

Distretto di Columbia
- Keep, 1962, Smithsonian American Art Museum, Washington
- Insurrection, 1962, Corcoran Gallery of Art, Washington; acquired in 2014 by the National Gallery of Art
- Flower, 1969, Corcoran Gallery of Art, Washington; acquired in 2015 by the National Gallery of Art
- Arundel XI, 1971, National Gallery of Art, Washington
- Summer Dryad, 1971, National Museum of Women in the Arts, Washington
- Mid-Day, 1972, National Gallery of Art, Washington
- Spume, 1972, National Gallery of Art, Washington
- 13 October 1973, 1973, Hirschhorn Museum and Sculpture Garden, Washington
- Sand Morning, 1973, National Gallery of Art, Washington
- 17th Summer, 1974, Smithsonian American Art Museum, Washington
- Night Naiad, 1977, Hirshhorn Museum and Sculpture Garden, Washington
- Parva XII, 1977, National Gallery of Art, Washington
- Summer Remembered, 1981, National Gallery of Art
- Twining Court II, 2002, National Gallery of Art

Maryland
- Ship-Lap, 1962, Baltimore Museum of Art, Baltimore
- Watauga, 1962, Baltimore Museum of Art, Baltimore
- Whale's Eye, 1969, Baltimore Museum of Art, Baltimore
- Three, 1962, Baltimore Museum of Art, Baltimore
- A Wall for Apricots, 1968, Baltimore Museum of Art, Baltimore
- Meadow Child, 1969, Baltimore Museum of Art, Baltimore
- Odeskalki, 1963/82, Baltimore Museum of Art, Baltimore
- Parva IV, 1974, Baltimore Museum of Art, Baltimore
- Lea, 1962, Baltimore Museum of Art, Baltimore
- Carson, 1963, Baltimore Museum of Art, Baltimore
- Moon Lily, 1988, Academy Art Museum, Easton
- Summer '88 No. 25, 1988, Academy Art Museum, Easton
- Hesperides, 1989, Academy Art Museum, Easton
- Summer '96 No. 26. 1996, Academy Art Museum, Easton

Michigan
- Sandcastle, 1984, University of Michigan Museum of Art, Ann Arbor

Minnesota
- Australian Spring, 1972, Walker Art Center, Minneapolis

Missouri
- Morning Choice, 1968, St. Louis Art Museum, St. Louis[23]
- Prima, 1978, Mildred Lane Kemper Art Museum, St. Louis[24]

Nebraska
- Still, 1999, Sheldon Memorial Art Gallery, University of Nebraska, Lincoln[25]

New York
- Sentinel, 1978, Albright-Knox Art Gallery, Buffalo
- Carolina Noon, Michael C. Rockefeller Arts Center, New York
- Catawba, 1962, Museum of Modern Art, New York
- Twining Court I, 2001, Museum of Modern Art, New York
- Untitled, 1962, Museum of Modern Art, New York
- Desert Reach, 1971, Whitney Museum of American Art, New York

Carolina del Nord
- Night Wing, 1972–78, Mint Museum, Charlotte

Virginia
- Signal, 1978, Federal Reserve Bank of Richmond, Richmond

Wisconsin
- Summer Sentinel, 1963–72, Milwaukee Art Museum, Milwaukee